# Capilla Flamenca (vocaal-instrumentaal ensemble)
Capilla Flamenca was een Belgische vocaal-instrumentaal ensemble. Capilla Flamenca stopte met optredens in 2013. Artistiek leider Dirk Snellings overleed in 2014. In 2008 namen zij op vraag van Luc De Vos een Latijnse versie van 'Mia' met als titel 'Rosa' op, gecomponeerd door Marnix De Cat. Deze Latijnse versie was in 2014 te horen op de begrafenis van Luc De Vos.

## Oorsprong van de naam
Het ensemble ontleent zijn naam aan de voormalige hofkapel van keizer Karel V. Toen deze vorst in 1517 de Lage Landen verliet, nam hij zijn beste musici mee om hem als ‘levende polyfonie’ naar Spanje te vergezellen.

## Genre
Het ensemble stelde zich als doel het unieke timbre van de Franco-Vlaamse polyfone muziek uit de jaren 1400-1600 op een historisch geïnformeerde wijze (Historically Informed Performance) te laten weerklinken. De vocale kern van vier mannenstemmen (contratenor Marnix De Cat - tenor Tore Denys (sinds 2006 opvolger van Jan Caals) - bariton Lieven Termont - bas Dirk Snellings) wordt met een alta capella, een bassa capella, een orgel of met meerdere zangers aangevuld.
Capilla Flamenca kenmerkt zich door een polyfoon klankbeeld dat ze tot uitdrukking brengt met behulp van historische, poëtische en technische aspecten. Het ensemble trad op grote podia op en festivals van Canada tot Nieuw-Zeeland.
De polyfonie wordt soms gemengd met andere muziekgenres (hedendaagse, traditionele of elektronische muziek) en geïntegreerd in meerdere kunstdisciplines (moderne dans, performance, poëzie, videokunst).

## Onderscheidingen
Voor zijn artistieke, musicologische en historische diepgang werd Capilla Flamenca vereerd met een aantal prestigieuze prijzen zoals in 2003 de 'Premio Internazionale Il Filharmonico' (eerder ook toegekend aan Pierre Boulez, Gustav Leonhardt, Olivier Messiaen, John Eliot Gardiner en Zubin Mehta), de Cultuurprijs Vlaanderen 2005, en de Grote Prijs Hertog van Arenberg.
Hun cd-opnames werden eveneens met belangrijke nationale en internationale onderscheidingen bekroond (Prix Choc van Le Monde de la Musique, Diapason d'Or, Répertoire10, Caeciliaprijzen van de Belgische muziekpers).

## Cd's van het ensemble
- 1993 - Puer nobis. Kerstmis Renaissance. Eufoda 1147.
- 1993 - Renaissance Polyfonie in Brugge. Het liedboek van Zegher Van Male. Eufoda 1155.
- 1995 - Zingen en spelen in Vlaamse steden en begijnhoven. Music in Flemish  Cities and Beguignages 1400-1500. Eufoda 1266.
- 1996 - Pierre de la Rue. Missa Alleluia. Music at the Burgundy Court. Eufoda 1232.
- 1996 - Oh Flanders Free. Music of the Flemish Renaissance: Ockeghem, Josquin, Susato, De la Rue. Capilla Flamenca. Alamire LUB 03, Naxos 8.554516.
- 1996 - Sei Willekomen. Capilla Flamenca and Flanders Recorder Quartet. Eufoda 1256.
- 1996 - Concentu melodiae. K.U.Leuven 96-01.
- 1998 - Bassano: Viva L'Amore. Capilla Flamenca and Flanders Recorder Quartet. Opus 111 30-239.
- 1998 - Margarete - Maximilian I. Musik um 1500. Capilla Flamenca met La Caccia, Schola Cantorum Cantate Domino Aalst, Schola Gregoriana Lovaniensis. ORF CD 265 (2 cd's).
- 1999 - The A-La-Mi-Re Manuscripts. Flemish Polyphonic Treasures for Charles V: Josquin, De la Rue, Willaert. Naxos 8.554744.
- 1999 - I Fiamminghi - V. Johannes Brassart: In festo Corporis Christi. Ricercar 233362. JOHANNES BRASSART/ Hendrik van den Abeele/ Psallentes.
- 2000 - Jean de Castro: Polyphony in a European Perspective. Capilla Flamenca met More Maiorum, Piffaro, Trigon-Project, Wim Diepenhorst onder leiding van Bart Demuyt. Passacaille 931.
- 2001 - Resonanzen 2001. Viva España. Capilla Flamenca and others. ORF "Edition Alte Musik" cd 281.
- 2001 - The Flemish Organ Heritage. Capilla Flamenca en A. van den Kerckhoven. Naxos 8.555809.
- 2001 - Arnold de Lantins: Missa Verbum Incarnatum. Capilla Flamenca met Psallentes, Oltremontano en Clari Cantuli. Ricercar 207.
- 2002 - Pierre de la Rue: Missa de septem doloribus. Capilla Flamenca en Psallentes. Musique en Wallonie 0207. .
- 2002 - Musica Reservata. Endangered Sounds. Capilla Flamenca en Psallentes. Alamire Foundation 2002.
- 2002 - Sebastian de Vivanco: Libro de Motetes (1610). Capilla Flamenca en Oltremontano. LCD 9706.
- 2002 - Prioris: Requiem. Eufoda 1349 .
- 2003 - Foi. Ars nova, oral traditional music and more. CAPI 2003 .
- 2003 - Utendal / De Monte: Motets. Capilla Flamenca en Oltremontano. Passacaille 937.
- 2003 - Canticum Canticorum. Het Hooglied in de Renaissance. Eufoda 1359.
- 2004 - Zodiac. Ars Nova and Ars Subtilior in the Low Countries and Europe. Eufoda 1360.
- 2004 - Obrecht: Chansons, Songs, Motets. Capilla Flamenca en Piffaro. Eufoda 1361.
- 2005 - Clemens non Papa. Priest and Bon Vivant. Sounds of the City of Louvain from the 16th Century.  Capilla Flamenca, La Caccia en Jan van Outryve. Etcetera 1287.
- 2005 - Dulcis Melancholia. Muzikale biografie van Margaretha van Oostenrijk. MEW 525.
- 2005 - Pierre de la Rue: Missa Ave Maria, Vespers. Capilla Flamenca en Psallentes. MEW 0633.
- 2006 - Flemish and Walloon Organ Treasure, Volume 4. Capilla Flamenca en Joris Verdin. Vision-Air 2006/1.
- 2006 - Lumina. Christmas Around The 1500s. Capilla Flamenca en Pueri. Eufoda 1366 .
- 2007 - Désir D'aymer. Love Lyrics Around 1500: From Flanders To Italy. Capilla Flamenca. Eufoda 1369.
- 2007 - Lambert de Sayve: Sacred Music. Capilla Flamenca en Oltremontano. KTC 4022.
- 2007 - Salve Mater Salve Jesu. Chant and Polyphony From Bohemia Around 1500. Capilla Flamenca en Schola Gregoriana Pragensis met Barbara Maria Willi. KTC 1346.
- 2008 - Bellum et Pax. Missa L'homme armé / Da pacem. Capilla Flamenca en Oltremontano. Eufoda 1372 .
- 2008 - Rosa (Mia). Capilla Flamenca (polyfone versie door Marnix De Cat 'Mia' van Gorki - Luc Devos). Lipstick Notes.
- 2009 - En un gardin. Les quatre saisons de l'Ars Nova. Manuscrits de Stavelot , Mons, Utrecht , Leiden .   Capilla Flamenca. MEW 0852
- 2009 - Roland de Lassus. Bonjour mon coeur. Capilla Flamenca. RIC 290 / Eufoda 1376
- 2010 - Triduum Paschale. Pasen in polyfonie en abdijgezang. Capilla Flamenca met Psallentes en de Broeders van Westvleteren. Eufoda 1379
- 2010 - Alexander Agricola. Missa In myne zin. Capilla Flamenca. RIC 306
- 2011 - Heinrich Isaac. Ich muss dich lassen. Capilla Flamenca, Oltremontano, Dirk Snellings. RIC 318
- 2011 - Espris d'amours. Miniatures flamandes. Capilla Flamenca, Marnix De Cat. MEW 1157
- 2011 - Pierre de la Rue. Portrait musical. Capilla Flamenca, Dirk Snellings. MEW 1159 (Missa de septem doloribus, Missa Ave Maria, Vespera, Missa sub tuum praesidium, Missa Alleluia).